# Александар Варданов
Александар Варданов (9 травня 1964) — болгарський важкоатлет.
Бронзовий призер Олімпійських Ігор 1988 року в категорії до 75 кг.
Чемпіон світу 1983 (до 75 кг), 1985 (до 75 кг), 1986 до 75 кг років, срібний призер 1987 року в категорії до 75 кг.
Чемпіон Європи 1983 (до 75 кг), 1985 (до 75 кг), 1986 (до 75 кг), 1987 до 75 кг років, срібний призер 1984 (до 75 кг), 1989 до 75 кг років.